# Lighthouse Point
Lighthouse Point är en stad (city) i Broward County, i delstaten Florida, USA. Enligt United States Census Bureau har staden en folkmängd på 10 536 invånare (2011) och en landarea på 6 km².